# You Better You Bet
You Better You Bet is een nummer van de Britse rockband The Who. Het nummer werd geschreven door songwriter-gitarist Pete Townshend voor hun negende studioalbum album "Face Dances" uit 1981. Het is het eerste nummer van het album en werd op 27 februari 1981 eerst in het Verenigd Koninkrijk en Ierland op single uitgebracht. In maart volgden het Europese vasteland, Australië, Nieuw-Zeeland, de VS en Canada.

## Achtergeond
De plaat werd in een aantal landen een hit. In thuisland het Verenigd Koninkrijk bereikte de plaat de 9e positie in de UK Singles Chart, in Ierland de 10e, Australië de 21e, Nieuw-Zeeland de 23e, de VS de 18e, Canada de 4e en Frankrijk de 61e. 
"You Better You Bet" is vooralsnog de laatste single van The Who die de Billboard Top 20 haalde: hij piekte op 21 maart 1981, drie weken na uitgifte nummer 18. Het was ook hun laatste single die de Top Tien in het Verenigd Koninkrijk haalde: nummer 9.
In Nederland werd de plaat door dj Frits Spits en producer-invaller Tom Blomberg veel gedraaid in het populaire radioprogramma De Avondspits op Hilversum 3 en werd mede hierdoor een radiohit in de destijds drie landelijke hitlijsten op de nationale publieke popzender. De plaat bereikte de 9e positie in zowel de Nederlandse Top 40 als de TROS Top 50 en de 12e in de Nationale Hitparade. In de Europese hitlijst op Hilversum 3, de TROS Europarade, werd géén notering behaald.
In België bereikte de plaat de 9e positie in de voorloper van de Vlaamse Ultratop 50 en de 12e positie in de Vlaamse Radio 2 Top 30. In Wallonië werd géén notering behaald.

## Videoclip
De videoclip van de plaat was de vierde clip die uitgezonden werd in de VS en Canada na de lancering van de (toen nieuwe) muziekzender MTV op zaterdagmiddag 1 augustus 1981. In Nederland werd de videoclip destijds op televisie uitgezonden door de popprogramma's AVRO's Toppop met toenmalig AVRO Hilversum 3 dj Ad Visser en Countdown van Veronica met toenmalig Veronica Hilversum 3 dj's Lex Harding en Erik de Zwart.